# چارچوب زند

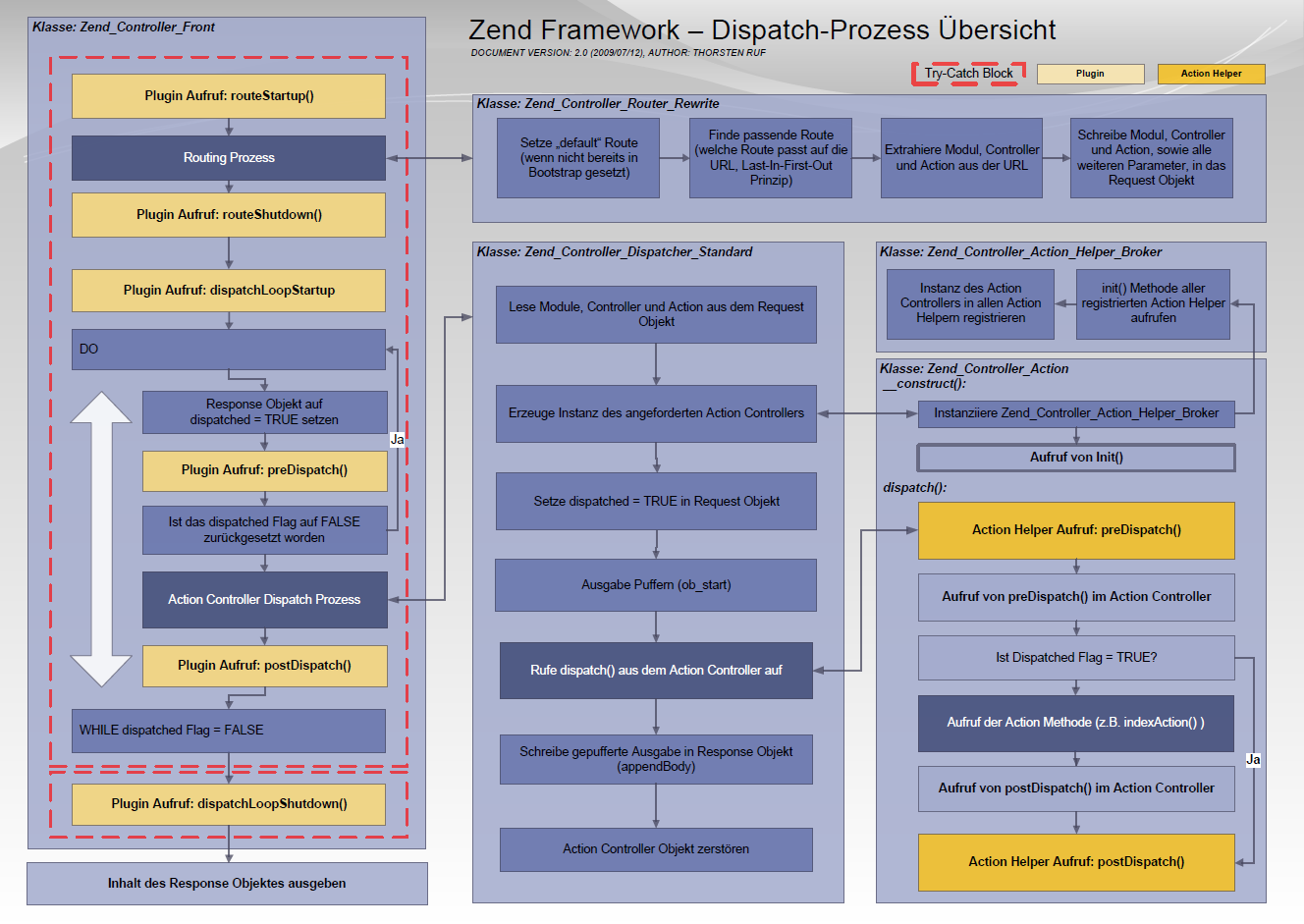
چارچوب زند

چارچوب زند (به انگلیسی : Zend framework) یک چارچوب نرم‌افزاری تحت وب شئ‌گرای متن‌باز عرضه شده برای پی‌اچ‌پی ۵ است که تحت مجوز اصلاح شدۀ بی‌اس‌دی ارائه شده‌است.

## نیازمندی‌ها
| نسخۀ زند         | پشتیبانی از نسخۀ پی‌اچ‌پی                   |
| ---------------- | ----------------------------------------- |
| پیش از زند ۱٫۷٫۰ | پی‌اچ‌پی ۵٫۱٫۴ یا بعد                       |
| زند ۱٫۷٫۰        | پی‌اچ‌پی ۵٫۲٫۴ یا بعد                       |
| زند ۲٫۰          | پی‌اچ‌پی ۵٫۳ یا بعد پی‌اچ‌پی یونیت ۳٫۰ یا بعد |